# 펑솨이
펑솨이(중국어 간체자: 彭帅, 정체자: 彭帥, 병음: Péng Shuài, 1986년 1월 8일 ~ )는 중국의 테니스 선수이다.
2021년 11월, 펑솨이는 전 중국 고위 부총리인 장가오리를 성폭행한 혐의로 고발했고, 이어 갑작스러운 실종과 중국 정부의 검열 의혹이 뒤따르고 있다.

## 같이 보기
- 자오웨이